# Rhyacotriton cascadae
Rhyacotriton cascadae är en groddjursart som beskrevs av Good och David Burton Wake 1992. Rhyacotriton cascadae ingår i släktet Rhyacotriton och familjen Rhyacotritonidae. IUCN kategoriserar arten globalt som nära hotad. Inga underarter finns listade i Catalogue of Life.